# Beeswing (videojuego)
Beeswing es una aventura semiautobiográfica y un videojuego de rol desarrollado y distribuido por Jack King-Spooner, un desarrollador independiente escocés. Fue lanzado el 9 de diciembre de 2014. El juego fue lanzado tras una exitosa campaña de Kickstarter, y ahora es jugable dentro de un navegador. Inspirado en la infancia de Spooner en Beeswing, Dumfries and Galloway, Beeswing cuenta la historia de King-Spooner, quien regresa a su hogar e interactúa con los habitantes del pueblo mientras recuerda su infancia.
Beeswing tuvo una recepción mayormente positiva, con elogios enfocados principalmente en su atmósfera única, nostálgica y contemplativa, mientras que el criticismo se concentró en su temática que ocasionalmente resultaba demasiado directa.
En Beeswing, el jugador controla a una versión de Jack King-Spooner, el desarrollador, quien visita su pueblo natal más tarde en su vida. King-Spooner visita a la gente en su pueblo, incluyendo a su madre y sus vecinos, y recuerda los objetos y lugares de su propia vida en un modo autobiográfico. El jugador cumplirá misiones de los residentes revelando sus personalidades, y reflexionará sobre las memorias de sus infancias en el entorno. El juego no dispone de combates ni puzles. Algunas viñetas incluyen conversaciones con el vecino ya fallecido de King-Spooner, quien lo trató con amabilidad, y la muerte de su abuela.

## Desarrollo
El desarrollador Jack King-Spooner, después de desarrollar un número de juegos freeware, decidió realizar un proyecto más grande. King-Spooner tuvo una campaña exitosa de Kickstarter, a la cual él le atribuyó sus trabajos previos. Sus juegos han compartido el tema de la muerte de los seres queridos. King-Spooner quiso que los jugadores comprendieran plenamente el «lugar» de Beeswing, enfocándose en la muerte, el cambio y el apego.
El juego cuenta con acuarelas hechas a mano, y está inspirado en The Legend of Zelda, Secret of Mana, EarthBound y To the Moon, entre otros. King-Spooner sintió que las acuarelas de Beeswing encajaban con los entornos deslavados de Beeswing. Aunque el juego comparta varias características con los documentales autobiográficos, King-Spooner quiso que el juego funcionara como su propio medio de entretenimiento. King-Spooner no quiso incluir combates ni puzles en el juego por sentirlos inadecuados para el entorno; la banda sonora fue creada por el mismo King-Spooner.
Spooner señaló que el juego es «una historia acerca del pasado, comunidad e infancia, el apego y acerca de crecer. Los cuentos populares escoceses, las parábolas moralmente dudosas, las anécdotas turbias, y las historias más contemporáneas de gente sin techo e inmigración se combinan para crear una narrativa dinámica». De acuerdo con King-Spooner, la gente del pueblo de Beeswing, donde creció el desarrollador, supo del juego y apoyó los esfuerzos de King-Spooner. King-Spooner creó otro juego un par de años después llamado Dujanah, en el cual el personaje principal fue desarrollado con la determinación de ser diferente al de Beeswing.

## Recepción
Beeswing recibió reseñas generalmente positivas de parte de los críticos, quienes elogiaron su entorno autobiográfico y contemplativo. Slant Magazine clasificó a Beeswing como el 88.º mejor juego de los 2010, y lo comparó favorablemente con la película italiana Amarcord por su «viaje en el cual la memoria y el arte expresan lo real y lo artificial como fuerzas complementarias». Heather Alexandra de Kotaku elogió las historias personales contadas por la gente del pueblo, y la sensación nostálgica y familiar del juego que desfila por toda la experiencia. Slant Magazine también aclamó la banda sonora del juego por su capacidad de expresar vulnerabilidad, un sentimiento que fue compartido por Alexandra. Helen Parker de The Arts Desk llamó al arte del juego «maravilloso». David Chandler de Kill Screen escribió una reseña mixta de Beeswing, sintiendo que el juego fue igualmente frustrante como encantador al ser demasiado directo con su temática en la exploración.